# Зарубино (Пермский край)
Зарубино — село в Пермском крае России. 
Входит в Кунгурский район в рамках административно-территориального устройства и в Кунгурский муниципальный округ в рамках организации местного самоуправления.

## География
Село находится в юго-восточной части края, к востоку от реки Сылвы, на расстоянии приблизительно 13 километров (по прямой) к северу от города Кунгура, административного центра района. Абсолютная высота — 198 метров над уровнем моря.

## История
Известно с 1719 года. 
Бывший административный центр Зарубинского сельского поселения Кунгурского муниципального района (2004 – 2020). 

## Население
| 2010 |
| ---- |
| 541  |

Половой состав
По данным Всероссийской переписи населения 2010 года в половой структуре населения мужчины составляли 46 %, женщины — соответственно 54 %.
Национальный состав
Согласно результатам переписи 2002 года, в национальной структуре населения русские составляли 97 % из 605 чел..

## Климат
Климат характеризуется как умеренно континентальный, с продолжительной многоснежной холодной зимой и коротким умеренно тёплым летом. Среднегодовая температура воздуха — 1,3 °С. Средняя многолетняя температура самого холодного месяца (января) составляет −15,6 °С, температура самого тёплого (июля) — 17,8 °С. Продолжительность безморозного периода составляет 113 дней. Среднегодовое количество осадков — 539 мм. Снежный покров держится в среднем около 170—180 дней в году.